# Particle Data Group
Particle Data Group (PDG) je mezinárodní sdružení částicových fyziků, které sbírá a analyzuje publikované výsledky z oblasti vlastností částic a základních interakcí. Publikuje také přehledy teoretických výsledků, které jsou důležité pro fenomenologii včetně souvisejících oblastí jako je kosmologie. Jednou za dva roky publikuje skupina v knižní podobě obsáhlý přehled zvaný Review of Particle Physics a také jeho kapesní verzi. Jednou za rok jsou údaje aktualizovány také na webu.
Pod jménem Pocket Diary for Physicist vydává skupina také kalendář s daty důležitých konferencí a kontaktů na důležité instituce v oblasti fyziky vysokých energií. Skupina také udržuje standardní číslovací schema pro částice v generátorech událostí (knihovny programů na simulaci interakcí), přičemž spolupracuje s autory těchto simulátorů.